# Хеер, Йоахим
Йоахим Хеер (нем. Joachim Heer; 25 сентября 1825 года, Гларус, Швейцария — 1 марта 1879 года, Берн, Швейцария) — швейцарский политик, президент. Член Радикально-демократической партии.

## Биография
Отец Йоахима Хеера был главой правительства кантона Гларус. Сам Йоахим изучал право в Цюрихском университете, Университете Рупрехта Карла в Гейдельберге и Университет Фридриха Вильгельма. Политическую карьеру начал в 1848 году. В 1857 году возглавил правительство кантона Гларус.
- 3 мая 1857 — 7 мая 1876 — глава правительства кантона Гларус.
- 6 июля — 1 августа 1863 — президент Национального совета парламента Швейцарии.
- 7 декабря 1869 — 1 февраля 1870 — президент Национального совета парламента Швейцарии.
- 10 декабря 1875 — 31 декабря 1878 — член Федерального совета Швейцарии.
- 1 января — 31 декабря 1876 — вице-президент Швейцарии, начальник департамента (министр) почт и телеграфов.
- 1 января — 31 декабря 1877 — президент Швейцарии, начальник политического департамента (министр иностранных дел).
- 1 января — 31 декабря 1878 — начальник департамента путей сообщения и торговли.

В декабре 1878 году Хеер вышел в отставку по состоянию здоровья. В конце февраля 1879 года перенёс инсульт и умер через несколько дней.